# Perlini
Industrie Macchine Perlini S.p.A. è stata un'azienda italiana che produceva mezzi d'opera.
Fondata nel 1957 da Roberto Perlini, a San Bonifacio, ha realizzato più di 12000 mezzi d'opera distribuiti in tutto il mondo.
Nel 2010 l'azienda è entrata nella procedura di concordato preventivo  e ha dichiarato fallimento nell'aprile 2016.
A seguito di asta fallimentare nel 2018, il marchio è stata acquisito dal Gruppo Cangialeoni di Forlì, con la realizzazione della nuova società Industrie Macchine Perlini, riprendendo così la produzione.

## Storia
Perlini è stata fondata nel 1957 come officina meccanica, specializzata nella trasformazione degli autocarri. Nel 1961, ha iniziato la produzione di mezzi d'opera, oggi suo unico business.
Negli anni sessanta, Perlini iniziò un forte rapporto commerciale con la Cina, rapporto continuato fino all'inizio di questo secolo. Mezzi d'opera Perlini furono impiegati in diversi grandi progetti, inclusa la costruzione delle dighe di Xiaolangdi e di Ertan.
Verso la fine degli anni ottanta, Perlini iniziò a partecipare a competizioni sportive con i suoi mezzi stradali. Il Perlini 105F "Red Tiger" è stato vincitore del Rally Dakar quattro volte consecutive, dal 1990 al 1993.
La nuova detentrice del marchio,  ha presentato alla fiera Bauma 2019 tenutasi in Monaco di Baviera un nuovo modello di mezzo d'opera, con una motorizzazione Scania di nuova generazione.

## Prodotti

### Mezzi d'opera

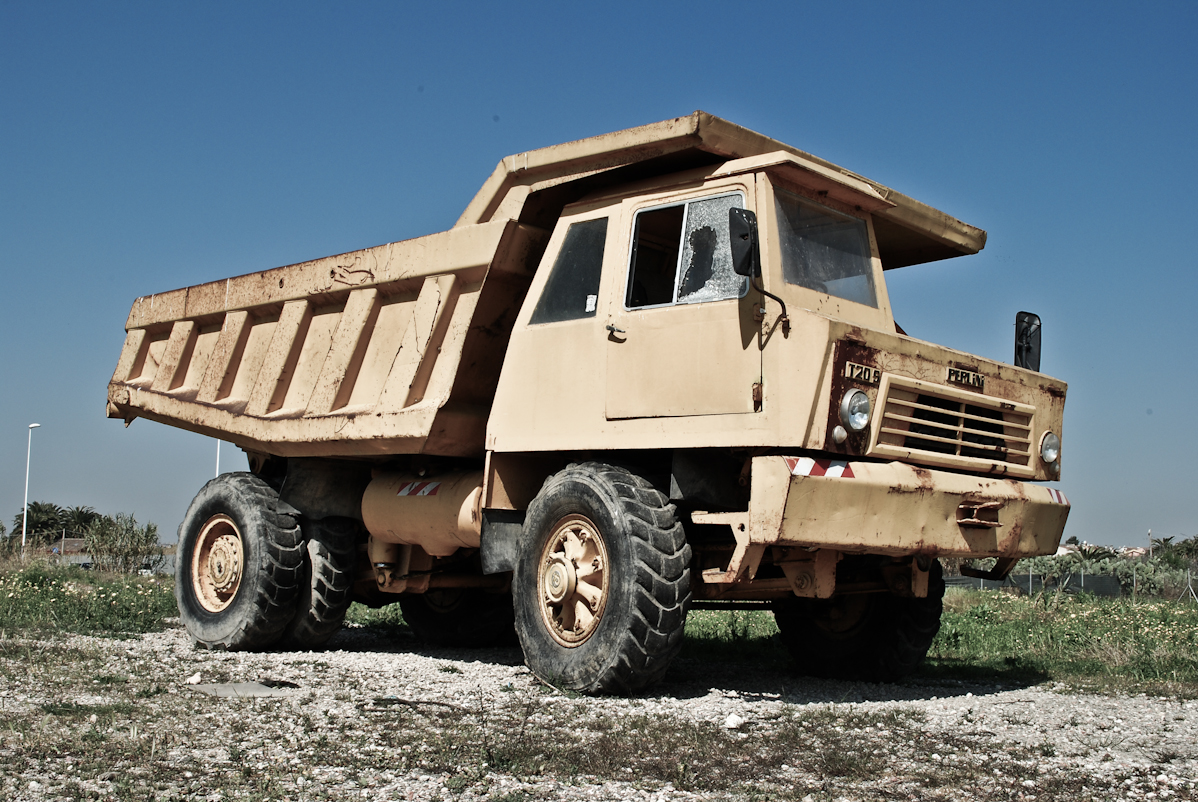
Perlini T20

Perlini produceva mezzi d'opera rigidi con una capacità che va dalle 40 alle 95 tonnellate.
- DP 405 WD (40 tonnellate)
- DP 705 WD (65 tonnellate)
- DP 905 WD (95 tonnellate)
- DP 205
- DP 366
- DP 655
- DP 755
- DP 855
- DP 955
- T20
- T40
- DPT 70
- DP 255
- DP 605

### Veicoli tutto terreno
- Modelli 131 e 105 F (Parigi-Dakar)
- Telaio per autopompe

## Risultati sportivi

### Rally Dakar
Al Rally Dakar, la Perlini ha conquistato quattro successi consecutivi nella categoria camion.
| Anno | Categoria | Mezzo                  | Equipaggio                             | Pos. Cat. | Pos. Ass. |
| ---- | --------- | ---------------------- | -------------------------------------- | --------- | --------- |
| 1990 | Camion    | Perlini 105F Red Tiger | Giorgio Villa / Delfino / Vinante      | 1º        | 16º       |
| 1990 | Camion    | Perlini 105F Red Tiger | Jacques Houssat / De Saulieu / Bottaro | 2º        | 18º       |
| 1991 | Camion    | Perlini 105F Red Tiger | Jacques Houssat / De Saulieu / Bottaro | 1º        | 19º       |
| 1992 | Camion    | Perlini 105F Red Tiger | Francesco Perlini / Albiero / Vinante  | 1º        | 16º       |
| 1992 | Camion    | Perlini 105F Red Tiger | Jacques Houssat / De Saulieu / Bottaro | 2º        | 17º       |
| 1993 | Camion    | Perlini 105F Red Tiger | Francesco Perlini / Albiero / Vinante  | 1º        | 10º       |
| 1993 | Camion    | Perlini 105F Red Tiger | Jacques Houssat / De Saulieu / Bottaro | 2º        | 11º       |